# 船番所
船番所（ふなばんしょ）とは、江戸時代に海岸線を持っていた藩は、船が良く航行する航路の河岸、そのほかの要所に設けて、通行する船を検査し、税の徴収などにあたった役所。
長崎県の佐世保湾の入口や特に大村湾の入口の旧西海橋の下に当時の建物の跡の石垣を見ることができる。